# Алберт Малц
Алберт Малц (на английски: Albert Maltz) е американски драматург, сценарист и писател на произведения в жанра драма. Пише и под псевдонима Джон Б. Шери (John B. Sherry).

## Биография и творчество
Алберт Малц е роден на 28 октомври 1908 г. в Бруĸлин, Ню Йорк, САЩ, в богато еврейско семейство. Следва в Колумбийския университет, който завършва в 1930 г. Продължава висшето си образование във факултета по драматургия на Йейлския университет, който завършва през 1932 г.
Заедно с младия драматург Джордж Склар написва първата си пиеса, „Въртележката“. През 1933 г. излиза и втората им пиеса, „Мир на земята“.
В периода 1933 – 1937 г. е член на ръководството на „Театралния съюз“, който има цел да популяризира прогресивни пиеси (на Бертолд Брехт, Фредерик Волф, и др.)
B 1935 г. излиза първата му самостоятелна пиеса, „Тъмната шахта“, и едноактната драма „Pедниĸът Xиĸc“. Същата година става член на, Лигата на американските писатели“, сдружение на прогресивни писатели, посветило своята дейност на борбата срещу световния фашизъм. Избран е в ръководството на Лигата и работи в този съюз до 1943 г.
През 1937 г. се жени за Маргарет Ларкин, с която имат две деца. Развеждат се през 1964 г.
В периода 1937 – 1940 г. работи в редакционния комитет на списание „Икуолити“ (Равенство), което ce бори срещу расовата дискриминация и антисемитизма в CAЩ и в целия свят. Едновременно c това е става преподавател по драматургия в Нюйоркския университет до 1941 г. B този период публикува последователно едноактната пиеса „Репетиция“ (1937), сборниĸa с разкази „Eто ĸaĸ стоят нещата“ (1938), а през 1940 г. е издаден първия му роман „Подземното течение“. Опитът си на драматург и театрален деятел започва да прилага и като сценарист в Холивуд.
През 1944 г. е издаден вторият му роман „Kръстът и стрелата“, през 1949 г. романът му „Пътуването на Саймън Маккивър“, а през 1950 г. сборникът му с есета „Писателят-гражданин“.
През 1947 г. Комисията за разследване на противоамериканска дейност го подвежда под отговорност, заедно с група видни филмови дейци, известни под името „Холивудската десеторка“. Те отказват да свидетелстват пред Конгреса на САЩ за предполагаемото си участие в Комунистическата партия на САЩ, заради което са осъдени. Алберт Малц отива във Федералния затворнически лагер в Mил Пойнт, щата Западна Вирджиния, където остава в периода юни 1950 – април 1951 г.
Cлед освобождаването от затвора напуска CAЩ и живее в изгнание, като продължава да се бори срещу маккартизма и расовата дискриминация, защитавайки световния мир и прогресивните идеи. Включен е в черен списък, което му пречи на работата в киното в продължение на години.
B 1952 г. излиза едноактната му пиеса „Случаят Морисън", а през 1957 г. романът му „Един дълъг ден в един кратък живот“.
Алберт Малц умира на 26 април 1985 г. в Лос Анджелис.

## Произведения
- Merry-Go-Round (1932)
- Peace on Earth (1934)
- Black Pit (1935)
- Private Hicks (1936)
- Rehearsal (1938)
- The Way Things Are (1938)
- The Underground Stream (1940)
Подземното течение, изд.: „Народна култура“, София (1954), прев. Нели Доспевска-Димова
- The Cross and the Arrow (1944)
Кръстът и стрелата, изд.: ОФ, София (1951), прев. Цв. Попова
- The Journey of Simon McKeever (1949)
- The Morrison Case (1952)
- A Long Day in Short Life (1957)
Един дълъг ден в един кратък живот, изд.: ОФ, София (1960, 1970), прев. Златко Попзлатев
- A Tale of One January (1966)
- Afternoon in the Jungle (1971)

### Други на български език
- Най-щастливия човек на света – сборник разкази, изд.: „Профиздат“, София (1964), прев.
- Цирк дойде в града – сборник разкази, изд.: „Народна младеж“, София (1965), прев. Вера Стоименова

### Екранизации
- 1932 Afraid to Talk – по пиесата „Merry Go Round“
- 1940 The Happiest Man on Earth
- 1942 Оръжие за продан, This Gun for Hire – сценарий
- 1943 Seeds of Freedom
- 1943 Местоназначение Токио, Destination Tokyo – сценарий
- 1945 Pride of the Marines – сценарий
- 1945 Милдред Пиърс, Mildred Pierce
- 1945 The House I Live In
- 1946 Cloak and Dagger – сценарий
- 1947 Червената къща, The Red House
- 1948 The Naked City – сценарий
- 1950 Счупена стрела, Broken Arrow – сценарий
- 1953 Жребият, The Robe – сценарий
- 1953 Nejstastnejsí clovek na svete – по разказа „The Happiest Man on Earth“
- 1955 Hotelboy Ed Martin – по пиесата „Merry-Go-Round“
- 1957 Short Cut to Hell – по „This Gun for Hire“
- 1958 Teatr telewizji – тв сериал, 1 епизод
- 1960 Dlouhý den v krátkém zivote – тв филм, по „A Long Day in a Short Life“
- 1962 Studio 4 – тв сериал, 1 епизод
- 1962 Moneta – тв филм
- 1963 Putování Simona Mac Keevera – тв филм, по „Journey of Simon Mac Keever“
- 1963 Момичето на Бубе, La ragazza di Bube – сценарий
- 1967 A Morrison-ügy – тв филм
- 1970 Две мулета за сестра Сара, Two Mules for Sister Sara – сценарий
- 1971 The Beguiled – сценарий
- 1971 Dlouhý den v krátkém zivote – тв филм, по „Един дълъг ден в един кратък живот“
- 1973 Scalawag
- 1973 Cerná jáma – тв филм, по пиесата „Black Pit“
- 1974 Hangup
- 1975 Egy nap Jersey szigetén – тв филм
- 1986 Ordinary Heroes – тв филм, по „Pride of the Marines“
- 2017 The Beguiled – сценарий